# Pompadoursittich

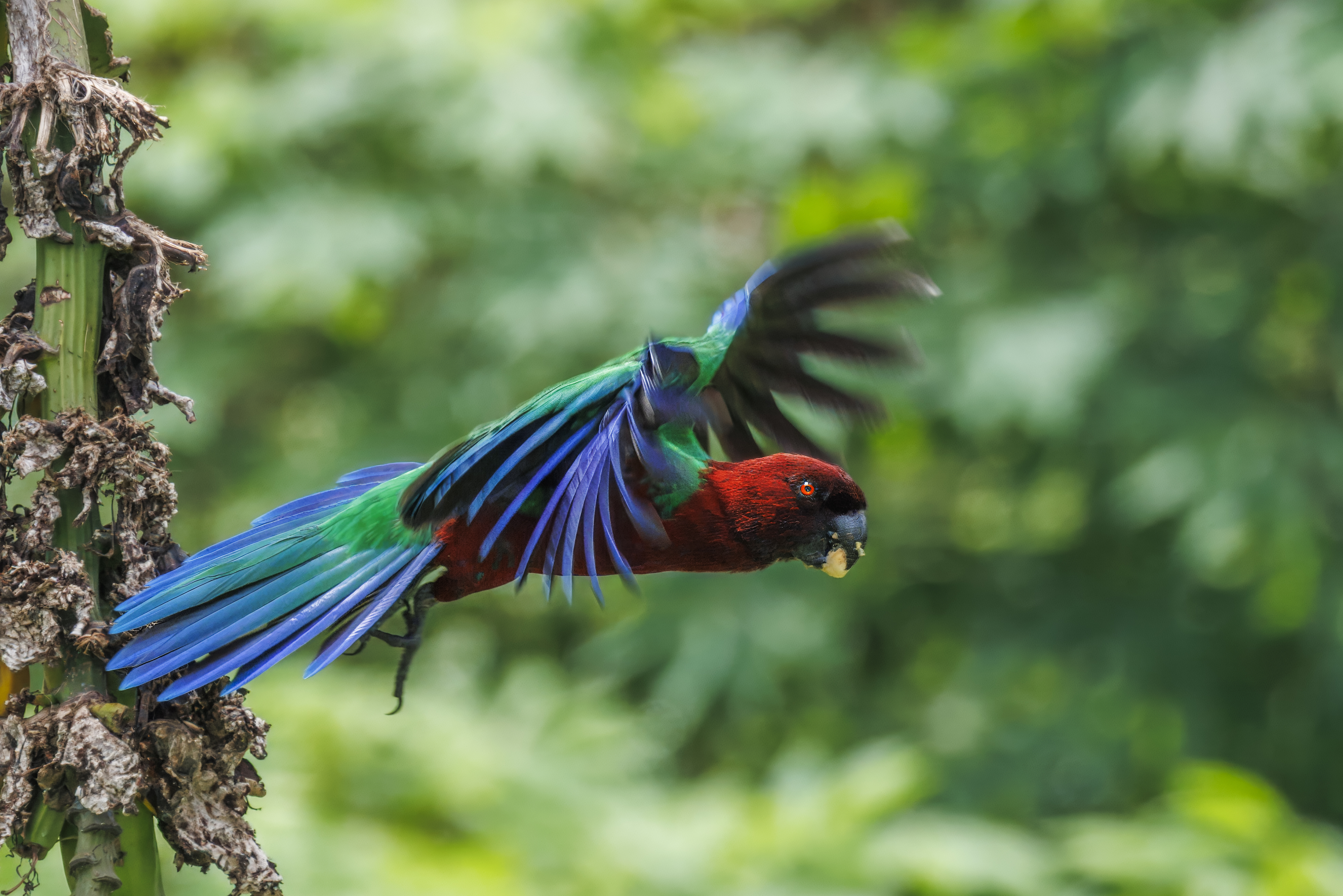
Pompadoursittich im Flug

Der Pompadoursittich (Prosopeia tabuensis) ist eine seltene Papageienart aus der Gattung der Maskensittiche (Prosopeia). Er ist nicht weit verbreitet und in den Mangrovenwäldern auf den Fidschi-Inseln, den Tonga-Inseln, auf Nagu und ʻEua anzutreffen.  

## Merkmale
Der Pompadoursittich erreicht eine Größe von 45 cm und hat eine Flügelspannweite von ca. 230–258 mm. Die Färbung des Gefieders ist bei Hahn und Henne gleich, der einzige Unterschied besteht darin, dass der Oberschnabel beim Weibchen kleiner ist. Das Gefieder im Gesicht ist braun-rot bis schwärzlich, der Kopf ist kirschrot, das Gefieder im Nacken mit dem blauen Band ist in seiner Ausdehnung sehr variabel. Die Schwanzfedern sind auf der Unterseite schwärzlich und auf der Oberseite blau-grünlich gefärbt. Die Augen werden von schwarzen Augenringen, die nackt und schmal sind, umgeben. Die Iris der Vögel ist gelb bis orangerot. Der Schnabel der Sittiche ist schwarz und die Füße grau.
Die Rufe der Pompadoursittiche ist ein rauer, hoher Schrei, der einmal oder öfter wiederholt wird.

## Lebensweise
Die Pompadoursittiche leben außerhalb der Brutzeit alleine, paarweise oder in kleinen Gruppen. Ihr Flug ähnelt den von Greifvögeln und Kolkraben, nach dem Schlagen ihrer Flügel gleiten sie eine Strecke lang. In ihrer Heimat fressen sie vor allem Beeren, Früchte und Raupen, und fliegen auch auf kultivierte Gebiete, um sich dort von frischen, milchigen Maiskolben oder Bananen zu ernähren.

## Ernährung
Die Sittiche ernähren sich hauptsächlich von Mangos, Papayas, Bananen, verschiedenen anderen Früchten, Beeren und Samen.

## Fortpflanzung
Die Brutzeit der Pompadoursittiche beginnt im Februar. Die Weibchen legen 3–4 Eier in ihre Nester und bebrüten diese dann ca. 24 Tage lang. Die Küken verbringen nach dem Schlupf noch 63 Tage im Nest. Sie unterscheiden sich durch ihre braune Iris und ihrem noch nicht völlig schwarzen Schnabel von den Altvögeln.